# Jordan Petaia
Jordan W. Petaia (Werribee, 14 marzo 2000) è un rugbista a 15 australiano, che può ricoprire indifferentemente i ruoli di tre quarti centro e tre quarti ala. Dal 2018 milita nella franchigia australiana dei Reds.

## Biografia
Nativo di Werribee, un sobborgo di Melbourne, Petaia crebbe a Brisbane, dove si formò rugbisticamente nella Brisbane State High School. A soli diciotto anni venne messo sotto contratto dalla franchigia australiana dei Reds. Debuttò contro i Brumbies durante il Super Rugby 2018, divenendo così il più giovane esordiente nella storia dei Reds. Lo stesso anno prese parte al National Rugby Championship con Queensland Country, con cui fu sconfitto in finale laureandosi, però, miglior marcatore di mete della competizione. Due anni più tardi disputò la seconda finale in carriera, questa volta nel Super Rugby AU 2020, dove perse per mano dei Brumbies.
A livello internazionale, Petaia prese parte al mondiale giovanile del 2018 con la nazionale australiana di categoria. Nello stesso anno fu chiamato per la prima volta nell'Australia dal commissario tecnico Michael Cheika, ma non esordì. Nonostante fosse ancora senza presenze con i Wallabies, fu incluso nei convocati per la Coppa del Mondo di rugby 2019. Fece il suo debutto contro l'Uruguay segnando una meta e divenendo il più giovane australiano di sempre a partecipare al mondiale. Successivamente giocò anche contro la Georgia e contro l'Inghilterra ai quarti di finale. Il nuovo selezionatore dell'Australia Dave Rennie lo schierò in tutte le partite disputate dalla nazionale nel 2020.

## Palmarès
- Super Rugby AU: 1
Reds: 2021